# Trübungsmessgerät
Trübungsmessgeräte sind Messgeräte, sie bestimmen den Anteil von partikulären Feststoffen in einer Flüssigkeit. Diese Messung ist zum Beispiel Teil der Untersuchung im Rahmen der Trinkwasserverordnung, oder auch bei der Bierherstellung zur Messung der Hefemenge oder bei Milch in Molkereien. Diese Geräte sind entweder als Inline-Geräte als Einbau in Rohrleitungssysteme oder als Solitärgeräte im Handel. Meist sind diese Geräte mit einer starken optischen Lichtquelle versehen, die z. B. das Infrarotlicht eines Wolframfadens oder Laserlicht verwendet, um die zu untersuchende Flüssigkeit zu durchstrahlen. Durch diesen Aufbau sind auch die Grenzen der Einsetzbarkeit gegeben. Moderne Mess-Systeme arbeiten mehr und mehr mit LEDs als Lichtquellen.    Die Geräte messen nicht die Absorption der Strahlung über das Spektrum verschiedener Wellenlängen, wie Spektrometer dies tun, sondern eher die Dämpfung der Lichtintensität insgesamt durch Streulichtbildung und Absorption. Trübungsmessgeräte sind Gegenstand der Photometrie. Die Genauigkeit der Geräte kann bei Einsatz eines Zweistrahlmessverfahrens, also einem Verfahren bei dem zwei Detektoren und ein halbdurchlässiger Spiegel verwendet werden, gegenüber dem kostengünstigeren Einstrahlverfahren noch gesteigert werden.